# Did It Again (Kylie Minogue)
Did It Again è un brano musicale della cantante australiana Kylie Minogue, pubblicato nel 1997 come singolo estratto dal suo sesto album in studio Impossible Princess. La canzone è stata scritta da Kylie Minogue, Steve Anderson e Dave Seaman e prodotta dai Brothers in Rhythm.

## Video
Nel video della canzone, sono state viste influenze riot grrrl nella rappresentazione di Kylie Minogue.

## Tracce
- CD single 1[3]

1. Did It Again (single version) — 4:15
2. Tears — 4:27
3. Did It Again (Did It Four Times mix)— 5:49
4. Some Kind of Bliss (music video)

- CD single 2[4]

1. Did It Again (single version) — 4:15
2. Did It Again (Trouser Enthusiasts' Goddess of Contortion mix) — 10:24
3. Did It Again (Razor-n-Go Mix) — 11:24